# دوري سلتيك 2002–03
دوري سلتيك 2002–03 هو الموسم 2 من  بطولة اتحاد الرغبي. أقيم خلال الفترة 30 أغسطس 2002 وحتى 1 فبراير 2003، وكان عدد الأندية المشاركة فيه  16، وفاز فيه Munster Rugby ‏.